# Plivanje na OI 1972.

## Pojedinačna natjecanja

### 100 m slobodno
| Mjesto | Država | Plivač            | Vrijeme |
| ------ | ------ | ----------------- | ------- |
| 1.     | SAD    | Mark Spitz        | 51,22 s |
| 2.     | SAD    | Jerry Heidenreich | 51,65 s |
| 3.     | SSSR   | Wladimir Bure     | 51,77 s |

| Mjesto | Država     | Plivačica         | Vrijeme |
| ------ | ---------- | ----------------- | ------- |
| 1.     | SAD        | Sandra Neilson    | 58,59 s |
| 2.     | SAD        | Shirley Babashoff | 59,02 s |
| 3.     | Australija | Shane Gould       | 59,06 s |

### 200 m slobodno
| Mjesto | Država   | Plivač        | Vrijeme     |
| ------ | -------- | ------------- | ----------- |
| 1.     | SAD      | Mark Spitz    | 1:52,78 min |
| 2.     | SAD      | Steven Genter | 1:53,73 min |
| 3.     | Njemačka | Werner Lampe  | 1:53,99 min |

| Mjesto | Država     | Plivačica         | Vrijeme     |
| ------ | ---------- | ----------------- | ----------- |
| 1.     | Australija | Shane Gould       | 2:03,56 min |
| 2.     | SAD        | Shirley Babashoff | 2:04,33 min |
| 3.     | SAD        | Keena Rothhammer  | 2:04,92 min |

### 400 m slobodno
| Mjesto | Država     | Plivač          | Vrijeme     |
| ------ | ---------- | --------------- | ----------- |
| 1.     | Australija | Bradford Cooper | 4:00,27 min |
| 2.     | SAD        | Steven Genter   | 4:01,94 min |
| 3.     | SAD        | Tom McBreen     | 4:02,64 min |

| Mjesto | Država                         | Plivačica          | Vrijeme     |
| ------ | ------------------------------ | ------------------ | ----------- |
| 1.     | Australija                     | Shane Gould        | 4:19,04 min |
| 2.     | Italija                        | Novella Calligaris | 4:22,44 min |
| 3.     | Njemačka Demokratska Republika | Gudrun Wegner      | 4:23,11 min |

### 1500 m + 800 m slobodno
| Mjesto | Država     | Plivač           | Vrijeme      |
| ------ | ---------- | ---------------- | ------------ |
| 1.     | SAD        | Michael Burton   | 15:52,58 min |
| 2.     | Australija | Graham Windeatt  | 15:58,48 min |
| 3.     | SAD        | Douglas Northway | 16:09,25 min |

| Mjesto | Država     | Plivačica          | Vrijeme     |
| ------ | ---------- | ------------------ | ----------- |
| 1.     | SAD        | Keena Rothhammer   | 8:53,68 min |
| 2.     | Australija | Shane Gould        | 8:56,39 min |
| 3.     | Italija    | Novella Calligaris | 8:57,46 min |

### 100 m leđno
| Mjesto | Država                         | Plivač         | Vrijeme |
| ------ | ------------------------------ | -------------- | ------- |
| 1.     | Njemačka Demokratska Republika | Roland Matthes | 56,58 s |
| 2.     | SAD                            | Mike Stamm     | 57,70 s |
| 3.     | SAD                            | John Murphy    | 58,35 s |

| Mjesto | Država   | Plivač          | Vrijeme     |
| ------ | -------- | --------------- | ----------- |
| 1.     | SAD      | Melissa Belote  | 1:05,78 min |
| 2.     | Mađarska | Andrea Gyarmati | 1:06,26 min |
| 3.     | SAD      | Susan Atwood    | 1:06,34 min |

### 200 m leđno
| Mjesto | Država                         | Plivač         | Vrijeme     |
| ------ | ------------------------------ | -------------- | ----------- |
| 1.     | Njemačka Demokratska Republika | Roland Matthes | 2:02,82 min |
| 2.     | SAD                            | Mike Stamm     | 2:04,09 min |
| 3.     | SAD                            | Mitchell Ivey  | 2:04,33 min |

| Mjesto | Država | Plivačica      | Vrijeme     |
| ------ | ------ | -------------- | ----------- |
| 1.     | SAD    | Melissa Belote | 2:19,19 min |
| 2.     | SAD    | Susan Atwood   | 2:20,38 min |
| 3.     | Kanada | Donna Gurr     | 2:23,22 min |

### 100 m prsno
| Mjesto | Država | Plivač           | Vrijeme     |
| ------ | ------ | ---------------- | ----------- |
| 1.     | Japan  | Nobutaka Taguchi | 1:04,94 min |
| 2.     | SAD    | Tom Bruce        | 1:05,43 min |
| 3.     | SAD    | John Hencken     | 1:05,61 min |

| Mjesto | Država     | Plivačica              | Vrijeme     |
| ------ | ---------- | ---------------------- | ----------- |
| 1.     | SAD        | Catherine Carr         | 1:13,58 min |
| 2.     | SSSR       | Galina Prozumenščikova | 1:14,99 min |
| 3.     | Australija | Beverley Whitfield     | 1:15,73 min |

### 200 m prsno
| Mjesto | Država                 | Plivač           | Vrijeme     |
| ------ | ---------------------- | ---------------- | ----------- |
| 1.     | SAD                    | John Hencken     | 2:21,55 min |
| 2.     | Ujedinjeno Kraljevstvo | David Wilkie     | 2:23,67 min |
| 3.     | Japan                  | Nobutaka Taguchi | 2:23,88 min |

| Mjesto | Država     | Plivačica              | Vrijeme     |
| ------ | ---------- | ---------------------- | ----------- |
| 1.     | Australija | Beverley Whitfield     | 2:41,71 min |
| 2.     | SAD        | Dana Schoenfield       | 2:42,05 min |
| 3.     | SSSR       | Galina Prozumenščikova | 2:42,36 min |

### 100 m leptir
| Mjesto | Država | Plivač            | Vrijeme |
| ------ | ------ | ----------------- | ------- |
| 1.     | SAD    | Mark Spitz        | 54,27 s |
| 2.     | Kanada | Bruce Robertson   | 55,56 s |
| 3.     | SAD    | Jerry Heidenreich | 55,74 s |

| Mjesto | Država                         | Plivačica       | Vrijeme     |
| ------ | ------------------------------ | --------------- | ----------- |
| 1.     | Japan                          | Mayumi Aoki     | 1:03,34 min |
| 2.     | Njemačka Demokratska Republika | Roswitha Beier  | 1:03,61 min |
| 3.     | Mađarska                       | Andrea Gyarmati | 1:03,73 min |

### 200 m leptir
| Mjesto | Država | Plivač         | Vrijeme     |
| ------ | ------ | -------------- | ----------- |
| 1.     | SAD    | Mark Spitz     | 2:00,70 min |
| 2.     | SAD    | Gary Hall Sr.  | 2:02,86 min |
| 3.     | SAD    | Robin Backhaus | 2:03,23 min |

| Mjesto | Država | Plivačica    | Vrijeme     |
| ------ | ------ | ------------ | ----------- |
| 1.     | SAD    | Karen Moe    | 2:15,57 min |
| 2.     | SAD    | Lynn Colella | 2:16,34 min |
| 3.     | SAD    | Ellie Daniel | 2:16,74 min |

### 200 m mješovito
| Mjesto | Država  | Plivač          | Vrijeme     |
| ------ | ------- | --------------- | ----------- |
| 1.     | Švedska | Gunnar Larsson  | 2:07,17 min |
| 2.     | SAD     | Alexander McKee | 2:08,37 min |
| 3.     | SAD     | Steven Furniss  | 2:08,45 min |

| Mjesto | Država                         | Plivačica      | Vrijeme     |
| ------ | ------------------------------ | -------------- | ----------- |
| 1.     | Australija                     | Shane Gould    | 2:23,07 min |
| 2.     | Njemačka Demokratska Republika | Kornelia Ender | 2:23,59 min |
| 3.     | SAD                            | Lynn Vidali    | 2:24,06 min |

### 400 m mješovito
| Mjesto | Država   | Plivač          | Vrijeme      |
| ------ | -------- | --------------- | ------------ |
| 1.     | Švedska  | Gunnar Larsson  | 4:31,981 min |
| 2.     | SAD      | Alexander McKee | 4:31,983 min |
| 3.     | Mađarska | András Hargitay | 4:32,700 min |

| Mjesto | Država     | Plivačica          | Vrijeme     |
| ------ | ---------- | ------------------ | ----------- |
| 1.     | Australija | Gail Neall         | 5:02,97 min |
| 2.     | Kanada     | Leslie Cliff       | 5:03,57 min |
| 3.     | Italija    | Novella Calligaris | 5:03,99 min |

## Štafetna natjecanja

### 4x100 m slobodno
| Mjesto | Država                         | Plivači                                                      | Vrijeme     |
| ------ | ------------------------------ | ------------------------------------------------------------ | ----------- |
| 1.     | SAD                            | David Edgar John Murphy Jerry Heidenreich Mark Spitz         | 3:26,42 min |
| 2.     | SSSR                           | Wladimir Bure Wiktor Mazanow Wiktor Aboimow Igor Griwennikow | 3:29,72 min |
| 3.     | Njemačka Demokratska Republika | Roland Matthes Wilfried Hartung Peter Bruch Lutz Unger       | 3:32,42 min |

| Mjesto | Država                         | Plivačice                                                       | Vrijeme     |
| ------ | ------------------------------ | --------------------------------------------------------------- | ----------- |
| 1.     | SAD                            | Sandra Neilson Jennifer Kemp Jane Barkman Shirley Babashoff     | 3:55,19 min |
| 2.     | Njemačka Demokratska Republika | Gabriele Wetzko Andrea Eife Elke Sehmisch Kornelia Ender        | 3:55,55 min |
| 3.     | Njemačka                       | Jutta Weber Heidemarie Reineck Gudrun Beckmann Angela Steinbach | 3:57,93 min |

### 4x200 m slobodno
| \| Mjesto \| Država \| Plivači \| Vrijeme \| \| ------ \| -------- \| ----------------------------------------------------------------- \| ----------- \| \| 1. \| SAD \| John Kinsella Frederick Tyler Robert Genter Mark Spitz \| 7:35,78 min \| \| 2. \| Njemačka \| Klaus Steinbach Werner Lampe Hans-Günther Vosseler Hans Fassnacht \| 7:41,69 min \| \| 3. \| SSSR \| Igor Griwennikow Wiktor Mazanow Georgi Kulikow Wladimir Bure \| 7:45,76 min \| | Utrka nije bila u programu ženskog olimpijskog plivačkog natjecanja. |                                                                   |             |
| Mjesto | Država                                                               | Plivači                                                           | Vrijeme     |
| 1. | SAD                                                                  | John Kinsella Frederick Tyler Robert Genter Mark Spitz            | 7:35,78 min |
| 2. | Njemačka                                                             | Klaus Steinbach Werner Lampe Hans-Günther Vosseler Hans Fassnacht | 7:41,69 min |
| 3. | SSSR                                                                 | Igor Griwennikow Wiktor Mazanow Georgi Kulikow Wladimir Bure      | 7:45,76 min |

### 4x100 m mješovito
| Mjesto | Država                         | Plivači                                                 | Vrijeme     |
| ------ | ------------------------------ | ------------------------------------------------------- | ----------- |
| 1.     | SAD                            | Michael Stamm Thomas Bruce Mark Spitz Jerry Heidenreich | 3:48,16 min |
| 2.     | Njemačka Demokratska Republika | Roland Matthes Klaus Katzur Hartmut Flöckner Lutz Unger | 3:52,12 min |
| 3.     | Kanada                         | Erik Fish William Mahony Bruce Robertson Robert Kasting | 3:52,26 min |

| Mjesto | Država                         | Plivačice                                                     | Vrijeme     |
| ------ | ------------------------------ | ------------------------------------------------------------- | ----------- |
| 1.     | SAD                            | Melissa Belote Catherine Carr Deena Deardruff Sandra Neilson  | 4:20,75 min |
| 2.     | Njemačka Demokratska Republika | Christine Herbst Renate Vogel Roswitha Beier Kornelia Ender   | 4:24,91 min |
| 3.     | Njemačka                       | Silke Pielen Verena Eberle Gudrun Beckmann Heidemarie Reineck | 4:26,46 min |

## Pregled osvojenih medalja
| Mjesto | Država                         | Zlato | Srebro | Bronca | Ukupno |
| ------ | ------------------------------ | ----- | ------ | ------ | ------ |
| 1.     | SAD                            | 17    | 14     | 12     | 43     |
| 2.     | Australija                     | 6     | 2      | 2      | 10     |
| 3.     | Njemačka Demokratska Republika | 2     | 5      | 2      | 9      |
| 4.     | Japan                          | 2     | 0      | 1      | 3      |
| 5.     | Švedska                        | 2     | 0      | 0      | 2      |
| 6.     | SSSR                           | 0     | 2      | 3      | 5      |
| 7.     | Kanada                         | 0     | 2      | 2      | 4      |
| 8.     | Njemačka                       | 0     | 1      | 3      | 4      |
| 9.     | Italija                        | 0     | 1      | 2      | 3      |
| 9.     | Mađarska                       | 0     | 1      | 2      | 3      |
| 10.    | Ujedinjeno Kraljevstvo         | 0     | 1      | 0      | 1      |

## Objašnjenje kratica
- AF = Afrički rekord
- AM = Američki rekord
- AS = Azijski rekord
- ER = Europski rekord
- OC = Oceanijski rekord
- OR = Olimpijski rekord
- WR = Svjetski rekord